# مايكل دبغي
مايكل إلياس دبغي (7 سبتمبر 1908 - 11 يوليو 2008) هو طبيب ومخترع ومعلِّم ومرجع طبي أمريكي لبناني الأصل مشهور عالميًا وأحد رواد جراحة القلب.
كان دبغي الرئيس الفخري لكلية بايلور الطبية في هيوستن، بالولايات المتحدة، ومدير مركز دبغي الميثودي لطب القلب وجراح القلب المسؤول الأول في مستشفى ميثوديست في مركز تكساس الطبي بهيوستن.
وبسبب بنوته لمهاجرين لبنانيين مسيحيين، استلهم دبغي حياته المهنية تجاه الطب من خلال الأطباء الذين قابلهم في صيدلية أبيه وتعلم الخياطة مباشرة من والدته. حضر مساق ما قبل الدراسة الطبية في كلية الطب بجامعة تولين لدراسة الطب، حيث طور رؤيته عن المضخة التمعجية، والتي استخدمها في البداية لنقل الدم مباشرة من شخص لآخر والتي أصبحت فيما بعد جزءً من جهاز القلب-الرئة.
بعد التدريب الجراحي في المستشفى الخيري، تشجع دبغي على إنهاء زمالة الجراحة في أوروبا، قبل العودة إلى جامعة تولين عام 1937. وأثناء الحرب العالمية الثانية، ساعد دبغي في تطوير وحدات المستشفى الجراحي لجيش المشاة.
شملت إبداعات دبغي الجراحية عمليات جراحة فتح مجرى جانبي للشريان التاجي، وعملية استئصال باطنة الشريان السباتي، وجهاز المساعدة البطينية، والقلوب الصناعية. كما استخدم أنسجة الداكرون لاستبدال أو إصلاح الأوعية الدموية وكان رائدًا في الإصلاحات الجراحية أم الدم الأبهرية، وهي عملية أجراها بنفسه في عمر 97 عامًا.
نال دبغي عددًا من الجوائز خلال حياته منها الميدالية الرئاسية للحرية، والميدالية الوطنية للعلوم وميدالية الكونغرس الذهبية. وبالإضافة لذلك، تحمل العديد من المؤسسات اسمه.

## نبذة
ولد مايكل بتاريخ 7 سبتمبر 1908م لشاكر ورهيجة دبغي وهما مهاجران مارونيان لبنانيان إلى ليك تشارلز في لويزيانا الولايات المتحدة الأمريكية وقد تم لاحقا تغيير اسم العائلة من «دبغي» إلى «دي بيكي». وفي مصدر آخر فإن مايكل دبغي قد ولد عام 1906 في مرجعيون في لبنان قبل الهجرة إلى الولايات المتحدة الأمريكية عام 1908م
تخرج مايكل من جامعة تولين في نيو أورلينز، ثم تابع دراساته العليا في الجراحة بجامعتي ستراسبورغ في فرنسا وهايدلبرغ الألمانية. وقد كان مستشاراً طبياً لجميع رؤساء الولايات المتحدة خلال العقود الخمسة الماضية.

## التعليم والحياة المبكرة
ولد مايكل دبغي في ليك تشارليز، لويزيانا، في السابع من سبتمبر عام 1908، لأبيه شاكر موريس وأمه راهيجا دبغي. تغير اسمه بعد ذلك إلى دبكي بعد تطويع الاسم للإنجليزية. كان أبواه من أصول لبنانية مسيحية ومهاجرين للولايات المتحدة، يتحدثون الفرنسية وغادروا بسبب القمع في الإمبراطورية العثمانية للاستقرار في دولة كاجون حيث كان المواطنون يتحدثون الفرنسية.
كان أبوه رجل أعمال واشترك في تأسيس مزارع أرز، وصيدليات وشركات عقارية. استلهم دبغي رغبته في أن يكون طبيبًا من مقابلاته مع الأطباء المحليين بينما كان يعمل في صيدلية والده. حضر دبغي المدرسة في ليك تشارليز وكان الأكبر من خمسة أبناء، حيث كان لديه ثلاث أخوات من البنات وأخ واحد. أخوه إرنست أصبح جراحًا للصدر أيضًا. أما الأخوات لويس وسلمى فقد سعيتا إلى العلوم أيضًا، وكان لديه أخت ثالثة وهي سيلينا.
عندما كان طفلًا، تعلم دبغي العزف على الساكسفون على يد أمه، التي كانت صانعة ملابس ومجيدة للخياطة والكروشيه والتات والحياكة. تعلم دبغي خياطة قميصه الخاص عند سن العاشرة. كان دبغي منبهرًا بالموسوعة البريطانية ويقول زملاؤه أنه قرأها من بدايتها حتى نهايتها. تعلم دبغي الفرنسية والألمانية وشارك في فرق الكشافة. وعلاوة على ذلك، فاز دبغي بجوائز على الخضروات التي زرعها في حديقته.

## كلية الطب
في جامعة تولين، استغرق دبغي سنتين لإنهاء مساق ما قبل الدراسة الطبية، ليحصل على بكالوريوس العلوم في عام 1929. وقبل ذلك بعام، ضمن القبول لدراسة الطب في كلية الطب بجامعة تولين، وعمل في هذا الوقت أيضًا في البحث العلمي في الجراحة بدوام جزئي.
أثناء السنة الأخيرة ف كلية الطب في جامعة تولين، في عمر 23، وقبل تأسيس بنوك الدم، تبنى دبغي المضخات العتيقة والأنابيب المطاطية وطور نسخة من المضخة التمعجية. ثم استخدمها بعد ذلك لنقل الدم مباشرة وبصورة مستمرة من شخص لآخر، ليصير ذلك فيما بعد مكونًا من جهاز القلب-الرئة.
في عام 1932، نال دبغي درجة دكتور في الطب من كلية الطب بجامعة تولين.

## التدريب الجراحي بعد التخرج
بين عامي 1933 و1935، ظل دبغي في نيو أوريلانز لإنهاء تدريبه وإقامته الجراحية في المستشفى الخيرية، وفي عام 1935، نال ماجستير الجراحة عن بحثه حول القرحة المعدية. وكما راج عن الجراحيين المتدربيين الطموحين، وكما فعل معلمه رادولف ماتاس وألتون أوشسنر من قبله، تشجع دبغي على إنهاء زمالة جراحية في جامعة ستراسبورغ بفرنسا، تحت إشراف الأستاذ رينيه ليريتشي، وفي جامعة هايدلبرغ بألمانيا تحت إشراف الأستاذ مارتن كيرشنر
.
وبعد عودته إلى جامعة تولين، خدم في كلية الجراحين من 1937 إلى عام 1948.
مع معلمه، ألتون أوشسنر، أوضح في عام 1939 وجود رابط قويّ بين التدخين وسرطان الرئة، وهي فرضية دعمها الباحثون الآخرون أيضًا.

## الحرب العالمية الثانية
أثناء الحرب العالمية الثانية، خدم دبغي في الجيش الأمريكي كمدير قسم مستشاري الجراحين في مكتب وزير الصحة. ثم تقلد بعد ذلك رتبة العقيد في الجيش الأمريكي (احتياط). وفي عام 1945، نال جائزة وسام الاستحقاق.
ساعد دبغي في تطوير وحدات المستشفى الجراحي لجيش المشاة، معززًا الطب أثناء الحرب بالأطباء وتقريبهم من الجبهة، مما حسن من فرص نجاة الجنود الجرحى في الحرب الكورية.

## الحياة المهنية بعد الجراحة
التحق دبغي بعد ذلك بكلية بايلور للطب في عام 1948، ليخدم كرئيس لقسم الجراحة حتى عام 1993. كان دبغي رئيسًا للكلية من عام 1969 حتى عام 1979، وخدم كمستشار من عام 1979 حتى يناير عام 1996، وسُمي بعد ذلك مستشارًا فخريًّا. كما كان أستاذًا شرفيًّا في قسم مايكل دبغي للجراحة في كلية بايلور للطب ومدير مركز دبغي للأبحاث والتعليم العام في كلية بايلور للطب ومستشفى ميثوديست.
كان عضوًا في اللجنة الطبية الاستشارية في مفوضية هووفر ورئيسًا لمفوضية الرئيس لأمراض القلب والسرطان والسكتة الدماغية أثناء إدارة جونسون. عمل دبغي في العديد من اللجان لتحسين معايير الرعاية الصحية الوطنية والدولية. وبين المهام الاستشارية التي عمل بها، كانت عضويته لمدة ثلاث سنوات في المجلس الاستشاري الوطني للقلب والرئة في المعاهد الوطنية للصحة.

### جراحة الأوعية الدموية
خلال خمسينات القرن الماضي، سمحت ملاحظات وتصنيفات دبغي لتصلب شرايين الدم بعدد من الابتكارات في علاج أمراض الأوعية الدموية. أدى به سعيه لصنع أنسجة علاجية إلى مخزن القسم الذي نفذ منه النايلون، فاستقر على الداكرون المتاح واشترى فناء من المادة. وباستخدام آلة الخياطة الخاصة بزوجته، أنتج أول داكرون شرياني صناعي لاستبدال ولإصلاح الشرايين الدموية. اشترك كمساعد بحثي بعد ذلك من كلية فلاديلفيا للأنسجة والعلوم وصنع أول آلة حياكة لصنع الأنسجة الصناعية.
أجرى دبغي أول عملية استئصال باطنة الشريان السباتي بنجاح في عام 1953. وبعد ذلك بعام، كان رائدًا في تقنيات الأنسجة الصناعية للأجزاء المختلفة من الشريان الأبهر.
كان دبغي بين الجراحيين الأوائل الذين أدوا عملية جراحة فتح مجرى جانبي للشريان التاجي. وكان رائدًا في تطوير قلبًا صناعيًّا، كان دبغي بين الأوائل الذين يستخدمون مضخة قلبية خارجية بنجاح في مريض - جهاز المساعدة البطينية.
في عام 1958، لعكس ضيق الشريان المسبب باستئصال باطنة الشريان السباتي، أجرى دبغي أول عملية رأب وعاء ناجحة. شملت تلك العملية ترقيع الشريان بنسيج وريد آخر أو بالداكرون. وسعت تلك الرقعة الشريان لتعود قناة الشريان إلى الحجم الطبيعي عندما يُغلق.

### رؤى عن أبحاث الحيوان
أسس دبغي مؤسسة الأبحاث الطبية الحيوية وكان رئيسًا لها، كان هدف تلك المؤسسة أن تعزز الفهم العام لأبحاث الحيوان وتساهم في دعمها. استخدم دبغي الحيوانات في أبحاثه استخدامًا واسعًا. عارض دبغي حقوق الحيوان والمدافعين عن رخاء الحيوان، الذين يعارضون استخدام الحيوان في تطوير العلاج الطبي للإنسان، وادعى أن «مستقبل البحث الطبي الحيوي، وصحة البشرية سيكونان على المحك» إذا توقفت ملاجئ الحيوانات عن إمداد البحوث الطبية بالفائض منها. واستجابةً للاحتياج إلى البحوث الحيوانية، صرح دبغي: «هؤلاء العلماء والأطباء البيطريون والأطباء البشريون والجراحون وغيرهم من الذين يحتاجون للحيوانات في معاملهم، مهتمون برعاية الحيوان مثلهم مثل الجميع. لكن احترامهم للحياة الكريمة والتعاطف مع المرضى والمعاقين هو ما دفعهم إلى البحث عن وسائل تخفيف الألم والمعاناة التي تسببها الأمراض.»

### مرضه
في عام 2005، وبعمر 97، تعرض للتسلخ الأورطي وهو مرض وجد له علاج سابقا. إلا أنه لم يقبل باجراء العملية. فما كان من رفاقه وإدارة المستشفى إلا أن أجبروه على القيام بها فأصبح أكبر المعمرين الذين خضعوا لهذه العلمية. وبعد أكثر من ثمانية أشهر من العلاج الذي كلف حوالي مليون دولار أميركي تماثل للشفاء في عام 2006 وعاش حياة طبيعة حتى أنه كان في حفل افتتاح قسم جديد في معهده عام 2006.

### وفاته
توفي مايكل دبغي في هيوستن بتكساس بتاريخ 11 يوليو 2008م وفاةً طبيعية عن عمر ناهز 99 عاماً.

## أعماله
ابتكر دبغي المضخة الدوارة وهو في سن 23 سنة والتي اكتشفت أهميتها بعد 20 سنة فأصبحت جزءاً أساسياً من آلة القلب-الرئة، ومنطلقاً لعصر جراحة القلب المفتوح. أذ أنها تسمح بجريان الدماء بشكل طبيعي خلال عمليات القلب.
وبمساعدة معلمه ألتون أوشنر، وضع فرضية تربط التدخين ومرض سرطان الرئة. وكان أول من قام بجراحة تخطي الشريان الإكليلي. وفي عام 1953 كان أول من نجح باستئصال باطنة الشريان، وكان رائدا في تطوير القلب الصناعي وفي استعمال مضخة قلب صناعية مع مريض. كما كان رائدا في استعمال الألياف الصناعية في إصلاح الشرايين. في عام 1958 أنجز أول عملية ترقيع ناجحة في رَأْبُ الوِعاء الشرياني. أصبح أسلوبه في ترقيع الشرايين معتمد أساسي في جميع العمليات الجراحية حول العالم.
وفي الستينات، كان دبغي وفريقه أول من صور عمليات القرب الجراحية على أفلام والتي تصور بواسطة كاميرا خاصة تظهر العملية كما تراها عيون الجراح بدون أن تشكل أي حاجب لعمل فريق الأطباء.
عمل دبغي مع دينتة ن كولي في كلية بايلور الطبية إلا أنهما اختلفا حول عملية زرع قلب قام بها كولي. والخلاف تحول إلى عداء مستحكم لم يحل حتى عام 2007.
كان دبغي يؤمن بالكمال ولا يتحمل عدم الكفاءة بأي شكل. وكان قاسيا على متدربيه والعاملين معه. وكان يطرد مساعديه إذا قاموا بأدنى الأخطاء. ولدهشة الجميع، بقي دبغي يعمل في مجال الجراحة ليومه الأخير وهو الذي عاش حوالي 100 عام بينما جميع أقرانه تقاعدوا سنوات قبله. وعمله في الجراحة القلبية امتد على أكثر من 75 سنة عمل خلالها 50,000 عملية جراحية بما فيهم لرؤساء دول.
بين عامي 1987 و 1900 خضع لتحقيق من قبل مجلس تكساس الطبي بسبب 3 قضاية خطأ متعمد. وقد بُرأ من جميع التهم.

### جوائزه
حاز على الجوائز والميداليات التالية:
- في عام 1969 حاز على ميدالية رئيس الولايات المتحدة للحرية.
- في عام1987: حاز على الميدالية الوطنية للعلوم.
- حائز على جائزة الأمم المتحدة لإنجازات العمر.
- في عام 2000 حاز على جائزة إنجازات العمر من مؤسسة الأبحاث البيولوجية الطبية.
- حاز على لقب «الأسطورة الحية» الفخري من قبل مكتبة الكونغرس الأميركي.
- في عام 2008 حاز على الميدالية الذهبية من الكونغرس الأميركي.[38][39][40]

## روابط خارجية
- مايكل دبغي على موقع الموسوعة البريطانية (الإنجليزية)
- مايكل دبغي على موقع مونزينجر (الألمانية)
- مايكل دبغي على موقع إن إن دي بي (الإنجليزية)